# Дудко, Фёдор Алексеевич
Фёдор Алексе́евич Дудко́ (14 марта 1923 — 15 сентября 2017, Магдалиновка) — советский хозяйственный, государственный и политический деятель, Герой Социалистического Труда (1971).

## Биография
Родился 14 марта 1923 года на хуторе близ села Оленовка. Член КПСС.
С 1939 года на хозяйственной, общественной и политической работе. В 1939—1997 годах — столяр, участник Великой Отечественной войны, полевод подсобного хозяйства пограничного отряда в Таджикской ССР, председатель колхоза села Оленовка, председатель колхоза «За мир» Магдалиновского района Днепропетровской области.
Указом Президиума Верховного Совета СССР от 8 апреля 1971 года присвоено звание Героя Социалистического Труда с вручением ордена Ленина и золотой медали «Серп и Молот».
Избирался депутатом Верховного Совета СССР 7-го созыва.
Умер 15 сентября 2017 года в Магдалиновке.